# Esgrima nos Jogos Olímpicos de Verão de 2020 - Sabre por equipes masculino
A competição de sabre por equipes masculino da esgrima nos Jogos Olímpicos de Verão de 2020 ocorreu em 28 de julho de 2021 no Makuhari Messe, em Chiba, localizado na Região Metropolitana de Tóquio. Um total de 36 esgrimistas de 9 Comitês Olímpicos Nacionais (CON) participaram do evento.

## Qualificação
Cada Comitê Olímpico Nacional (CON) poderia inscrever uma equipe de três esgrimistas no evento (com a opção de um esgrimista adicional). Esses esgrimistas também se qualificaram automaticamente para o evento individual.
Existiam oito vagas disponíveis para o sabre por equipes masculino, sendo alocadas de acordo com o ranking mundial por equipes da Federação Internacional de Esgrima de 5 de abril de 2021. Os quatro primeiros colocados, independentemente da zona geográfica, se qualificaram diretamente (Coreia do Sul, Hungria, Itália e Alemanha). As próximas quatro vagas foram alocadas para que cada continente fosse representado, desde que o CON estivesse entre os 16 primeiros no ranking. As vagas foram para o Irã (Ásia/Oceania), Estados Unidos (Américas), Egito (África) e ROC (Europa). Além disso, como o Japão qualificou um esgrimista por meio da qualificação individual, o CON usou duas vagas de anfitrião para completar uma equipe de sabre masculino.
Devido a pandemia de COVID-19, muitos dos eventos de qualificação para a esgrima acabaram adiados, movendo o encerramento do período de classificação para 5 de abril de 2021, em vez da data original de 4 de abril de 2020.

## Formato
O torneio de 2020 continuou a usar o formato de chaves de eliminação única, com jogos de classificação para definir todas as posições. Cada equipe compete com três esgrimistas em que todos se enfrentam, totalizando nove lutas de três minutos; a equipe vencedora é aquela que atingir primeiro o total de 45 pontos ou que estiver na liderança após o término das nove lutas. Regras padrão do sabre em relação à área-alvo, golpe e prioridade são usadas.

## Calendário
Horário local (UTC+9)
| Data                | Tempo       | Fase |
| ------------------- | ----------- | --- |
| 28 de julho de 2021 | 10:00 18:30 | Oitavas de final Quartas de final Semifinais Disputa pelo 7º lugar Disputa pelo 5º lugar Disputa pelo bronze Final |

## Medalhistas
|  | KOR Coreia do Sul                              |  | ITA Itália                                           |  | HUN Hungria                                             |
|  | Oh Sang-uk Kim Jun-ho Kim Jung-hwan Gu Bon-gil |  | Luca Curatoli Luigi Samele Enrico Berrè Aldo Montano |  | Áron Szilágyi András Szatmári Tamás Decsi Csanád Gémesi |

## Resultados
A competição foi disputada em formato eliminatório direto em apenas um dia, até a definição dos medalhistas.
|  | Oitavas de final   | Oitavas de final |                   |    | Quartas de final    | Quartas de final    |    |  | Semifinais | Semifinais |  |  | Final | Final |
|  |                    |                  |                   |    |                     |                     |    |  |            |            |  |  |       |       |
|  |                    |                  |                   |    |                     |                     |    |  |            |            |  |  |       |       |
|  |                    |                  |                   |    |                     |                     |    |  |            |            |  |  |       |       |
|  |                    |                  |                   |    |                     |                     |    |  |            |            |  |  |       |       |
|  |                    |                  |                   |    |                     |                     |    |  |            |            |  |  |       |       |
|  |                    |                  |                   |    |                     |                     |    |  |            |            |  |  |       |       |
|  | KOR Coreia do Sul  | 45               |                   |    |                     |                     |    |  |            |            |  |  |       |       |
|  | KOR Coreia do Sul  | 45               |                   |    |                     |                     |    |  |            |            |  |  |       |       |
|  |                    |                  | EGY Egito         | 39 |                     |                     |    |  |            |            |  |  |       |       |
|  | JPN Japão          | 32               | EGY Egito         | 39 |                     |                     |    |  |            |            |  |  |       |       |
|  | JPN Japão          | 32               |                   |    |                     |                     |    |  |            |            |  |  |       |       |
|  | EGY Egito          | 45               |                   |    |                     |                     |    |  |            |            |  |  |       |       |
|  | EGY Egito          | 45               | KOR Coreia do Sul | 45 |                     |                     |    |  |            |            |  |  |       |       |
|  |                    |                  | KOR Coreia do Sul | 45 |                     |                     |    |  |            |            |  |  |       |       |
|  |                    | GER Alemanha     | 42                |    |                     |                     |    |  |            |            |  |  |       |       |
|  |                    | GER Alemanha     | 42                |    |                     |                     |    |  |            |            |  |  |       |       |
|  |                    |                  |                   |    |                     |                     |    |  |            |            |  |  |       |       |
|  |                    |                  |                   |    |                     |                     |    |  |            |            |  |  |       |       |
|  | ROC                | 28               |                   |    |                     |                     |    |  |            |            |  |  |       |       |
|  | ROC                | 28               |                   |    |                     |                     |    |  |            |            |  |  |       |       |
|  |                    |                  | GER Alemanha      | 45 |                     |                     |    |  |            |            |  |  |       |       |
|  |                    |                  | GER Alemanha      | 45 |                     |                     |    |  |            |            |  |  |       |       |
|  |                    |                  |                   |    |                     |                     |    |  |            |            |  |  |       |       |
|  |                    |                  |                   |    |                     |                     |    |  |            |            |  |  |       |       |
|  | KOR Coreia do Sul  | 45               |                   |    |                     |                     |    |  |            |            |  |  |       |       |
|  | KOR Coreia do Sul  | 45               |                   |    |                     |                     |    |  |            |            |  |  |       |       |
|  |                    | ITA Itália       | 26                |    |                     |                     |    |  |            |            |  |  |       |       |
|  |                    | ITA Itália       | 26                |    |                     |                     |    |  |            |            |  |  |       |       |
|  |                    |                  |                   |    |                     |                     |    |  |            |            |  |  |       |       |
|  |                    |                  |                   |    |                     |                     |    |  |            |            |  |  |       |       |
|  | ITA Itália         | 45               |                   |    |                     |                     |    |  |            |            |  |  |       |       |
|  | ITA Itália         | 45               |                   |    |                     |                     |    |  |            |            |  |  |       |       |
|  |                    |                  | IRI Irã           | 44 |                     |                     |    |  |            |            |  |  |       |       |
|  |                    |                  | IRI Irã           | 44 |                     |                     |    |  |            |            |  |  |       |       |
|  |                    |                  |                   |    |                     |                     |    |  |            |            |  |  |       |       |
|  |                    |                  |                   |    |                     |                     |    |  |            |            |  |  |       |       |
|  | ITA Itália         | 45               |                   |    |                     |                     |    |  |            |            |  |  |       |       |
|  | ITA Itália         | 45               |                   |    |                     |                     |    |  |            |            |  |  |       |       |
|  |                    | HUN Hungria      | 43                |    | Disputa pelo bronze | Disputa pelo bronze |    |  |            |            |  |  |       |       |
|  |                    | HUN Hungria      | 43                |    | Disputa pelo bronze | Disputa pelo bronze |    |  |            |            |  |  |       |       |
|  |                    |                  |                   |    |                     |                     |    |  |            |            |  |  |       |       |
|  |                    |                  |                   |    |                     |                     |    |  |            |            |  |  |       |       |
|  | USA Estados Unidos | 36               | GER Alemanha      | 40 |                     |                     |    |  |            |            |  |  |       |       |
|  | USA Estados Unidos | 36               | GER Alemanha      | 40 |                     |                     |    |  |            |            |  |  |       |       |
|  |                    |                  | HUN Hungria       | 45 |                     | HUN Hungria         | 45 |  |            |            |  |  |       |       |
|  |                    |                  | HUN Hungria       | 45 |                     | HUN Hungria         | 45 |  |            |            |  |  |       |       |
|  |                    |                  |                   |    |                     |                     |    |  |            |            |  |  |       |       |
|  |                    |                  |                   |    |                     |                     |    |  |            |            |  |  |       |       |
|  |                    |                  |                   |    |                     |                     |    |  |            |            |  |  |       |       |

Classificação 5º–8º lugar
|  | Classificação 5º–8 | Classificação 5º–8 |                       |    | Disputa pelo 5º lugar | Disputa pelo 5º lugar |
|  |                    |                    |                       |    |                       |                       |
|  |                    |                    |                       |    |                       |                       |
|  |                    |                    |                       |    |                       |                       |
|  | EGY Egito          | 45                 |                       |    |                       |                       |
|  | EGY Egito          | 45                 |                       |    |                       |                       |
|  | ROC                | 41                 |                       |    |                       |                       |
|  | ROC                | 41                 | EGY Egito             | 45 |                       |                       |
|  |                    |                    | EGY Egito             | 45 |                       |                       |
|  |                    | IRI Irã            | 24                    |    |                       |                       |
|  | IRI Irã            | IRI Irã            | 24                    | 45 |                       |                       |
|  | IRI Irã            |                    |                       | 45 |                       |                       |
|  | USA Estados Unidos | 36                 |                       |    |                       |                       |
|  | USA Estados Unidos | 36                 | Disputa pelo 7º lugar |    |                       |                       |
|  |                    |                    |                       |    |                       |                       |
|  |                    |                    |                       |    |                       |                       |
|  |                    |                    |                       |    |                       |                       |
|  | ROC                | WO                 |                       |    |                       |                       |
|  | ROC                | WO                 |                       |    |                       |                       |
|  | USA Estados Unidos |                    |                       |    |                       |                       |

## Classificação final
| Pos.              | CON                | Esgrimistas                                                                |
| ----------------- | ------------------ | -------------------------------------------------------------------------- |
| Medalha de ouro   | KOR Coreia do Sul  | Oh Sang-uk Kim Jun-ho Kim Jung-hwan Gu Bon-gil                             |
| Medalha de prata  | ITA Itália         | Luca Curatoli Luigi Samele Enrico Berrè Aldo Montano                       |
| Medalha de bronze | HUN Hungria        | Áron Szilágyi András Szatmári Tamás Decsi Csanád Gémesi                    |
| 4                 | GER Alemanha       | Max Hartung Benedikt Wagner Richard Hübers Matyas Szabo                    |
| 5                 | EGY Egito          | Mohamed Amer Ziad El-Sissy Medhat Moataz Mohab Samer                       |
| 6                 | IRI Irã            | Mojtaba Abedini Mohammad Fotouhi Ali Pakdaman Mohammad Rahbari             |
| 7                 | ROC                | Dmitriy Danilenko Kamil Ibragimov Konstantin Lokhanov Veniamin Reshetnikov |
| 8                 | USA Estados Unidos | Eli Dershwitz Daryl Homer Andrew Mackiewicz Khalil Thompson                |
| 9                 | JPN Japão          | Tomohiro Shimamura Kaito Streets Kenta Tokunan Kento Yoshida               |